# Жигарев Василь Якович
Жигарев Василь Якович (рос. Жигарев Василий Яковлевич; 10 квітня 1741 — 21 жовтня 1802, Москва) — п'ятий міський голова Москви (1795-1798), купець першої гільдії, іменитий громадянин (1788), надворний радник (1801)

## Життєпис

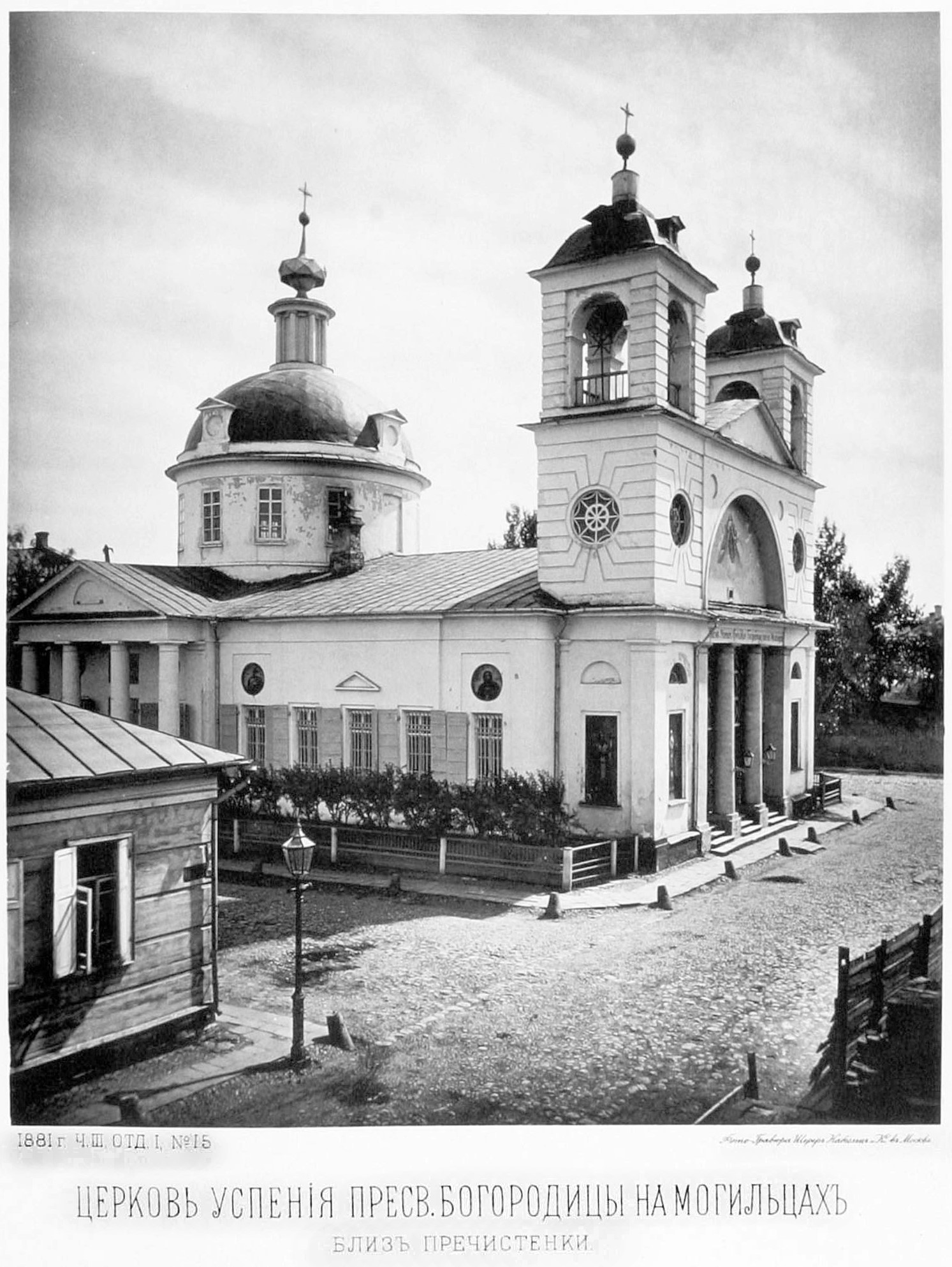
Церква Святого Мартина Сповідника у Москві, замовлена Жигаревим Василем Яковичем у 1791 році. Світлина 1881 року.

Василь Жигарев (інколи — Жигирів) перейшов у московське купецтво у 1763 році з міста Кадом разом з братом Гаврилою. Брати походили з роду купців-старообрядців. Займався торгівлею чаями. Брати Жигареви мали великий успіх у закордонній торгівлі. Вже маючи великий капітал у 1778 поступив на державну службу купчиною у Сибірському приказі (1786—1789)
Протягом 1786—1789 — служив засідателем Совісного суду. Станом на 1791 рік — найзаможніший московський купець, починає активно займатись благодійництвом і замовлює за свої кошти проект нової Церкви Святого Мартина Сповідника відомому архітектору Родіона Казакову, будівництво розпочалось наступного року, а завершилось вже після смерті Василя Жигарева у 1806. У листопаді 1791 на кошти Жигарева поруч з церквою зведено будівлю приватного народного училища. Протягом 1791—1796 фінансує будівництво церкви Успіння Пресвятої Богородиці на Могільці. Придбає садибу для особистого використання за адресою Велика Олексіївська, № 29 і замовляє відомому архітектору Родіону Казакову її перебудову з урочистим класичним фасадом, трикутним фронтоном та портиком коринфського ордеру, перебудова триває 4 роки. Садиба Жигарева стане відомою пам'яткою архітектури Москви. 1795 року обраний міським головою Москви (голови виконавчого органу міської управи) строком на три роки.

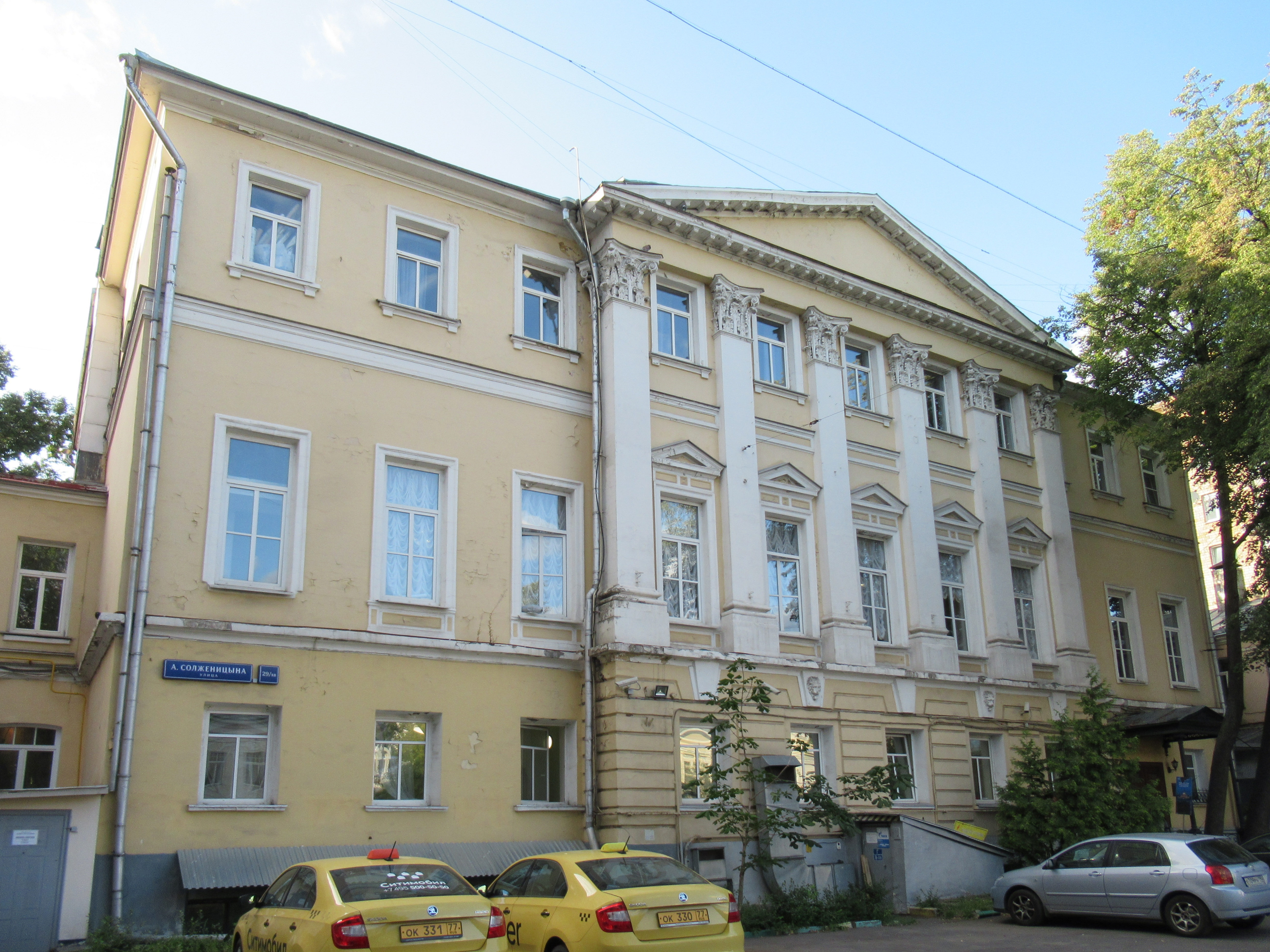
Сучасний вигляд садиби Василя Жигарева, перебудована протягом 1791—1795 років на його замовлення архітектором Родіоном Казаковим

На початку своєї каденції в якості міського голови Москви Василь Жигарев головував у 1795 році над складанням ревізьких казок 5-ї ревізії містом Москвою. Одночасно головував над процесом щодо виділення 3 тисяч рублів на допомогу вигнаним з Франції духовним особам. Купецька спілка намагалась обмежити грошові побори і у березні 1795 виділила міському голові з громадських доходів не більше ніж 30000 рублів щороку, над якими міський голова міг розпоряджатися на свій розсуд.

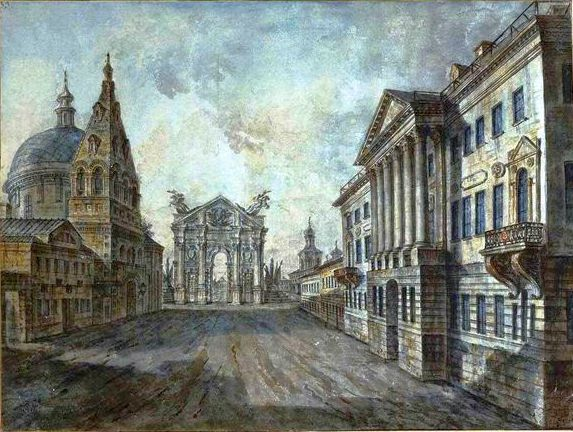
Дерев'яна тріумфальна арка зведена Василем Жигаревим в честь коронації імператора Павла І в Москві у 1797 році

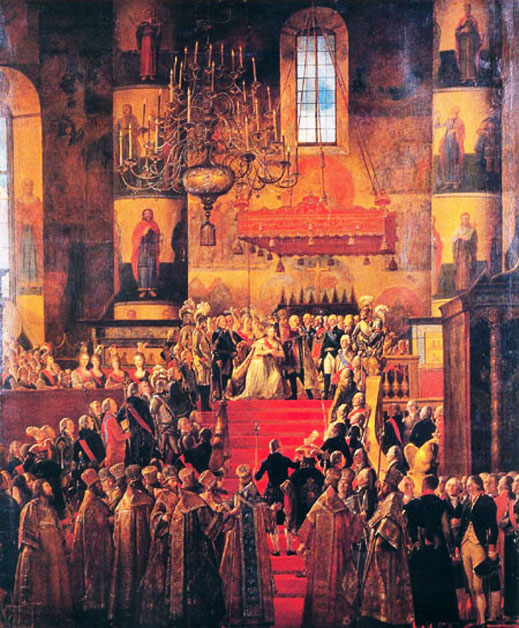
Церемонія коронації Павла I, організацією якої займався Василь Жигарев. Картина Мартина Квандаля, 1799, Москва.

Внаслідок сходження на престол імператора Павла І у листопаді 1796 Василь Жигарев присвятив значну частину своєї подальшої каденції організації коронації в Москві. Для коронації Василь Жигарев побудував дерев'яну тріумфальну браму в Москві та займався придбанням подарунків для імператриці Марією Федорівною. Наприкінці коронації у 1797 році Василь Жигарев очолив депутацію московських купців і був прийнятий у Гранітній палаті імператором Павлом І. В червні 1797 імператор дозволив Жигареву побудувати міські казарми і таким чином звільнити містян від примусового квартирування військових в їх оселях. Склав повноваження міського голови Москви 1798 року.
Помер 21 жовтня, 1802 року. Похований на стародавньому московському некрополі Спасо-Андроніковського монастиря, могилу прикрашав пам'ятник у стилі класицизму з барельєфним портретом Василя Жигарева. Пам'ятник було згодом перенесено в Старий Донський цвинтар. Оскільки у Жигарева Василя Яковича не було своєї сім'ї, родовими спадкоємцями стали діти його рідного брата Гаврила — Жигарев Василь Гаврилович та Невежина (Жигарева) Степаніда Гаврилівна.